# Incendio Tubbs
L'incendio Tubbs fu, per quell'epoca, l'incendio più distruttivo della storia californiana.
Bruciarono le contee californiane di Sonoma, Napa e Lake per un totale di 149 km2 distruggendo 5 643 edifici e la città più colpita fu Santa Rosa, capoluogo della contea di Sonoma, con più di 2 800 case distrutte.
L'incendio era nato nella Tubbs Lane, di proprietà di Alfred Tubbs, proprietario dello Chateau Montelena di Calistoga, nella contea di Napa.